# Joey (piosenka)
Joey – piosenka skomponowana przez Boba Dylana, nagrana przez niego w lipcu i sierpniu 1975 r., wydana na albumie Desire w styczniu 1976 r.

## Historia i charakter utworu
Utwór ten został nagrany w Studio E Columbia Recording Studios w Nowym Jorku 30 lipca 1975 r. Była to czwarta sesja nagraniowa tego albumu. Jednak Dylan nie był zadowolony z tej wersji i 11 sierpnia doszło do sesji 6 overdubbingowej. Producentem obu sesji był Don DeVito.
"Joey" jest niezwykle precyzyjną i obrazową epicką opowieścią, która często porównywana jest do filmu. Jej tematem jest życie i śmierć mafioza Josepha Gallo (6 kwietnia 1929 – 7 kwietnia 1972) znanego jako Joey lub "Szalony Joe". Jest to pod każdym względem jeden z najprecyzyjniejszych tekstów Dylana, obrazy z życia Joeya są jak kadry filmowe.
Początkowa reakcja na ten utwór była negatywna. Na albumie znalazły się dwie biograficzne piosenki Dylana: "Hurricane" i "Joey". Uważano, że biografia mafioza, napisana z wyraźną fascynacją Dylana tą postacią, uromantyczniona przez poetę, obniży wartość szlachetnego przesłania zaangażowanego tekstu "Hurricane". Uważano, że Dylan gloryfikuje mafię. Z biegiem czasu jednak utwór zdobył należną mu pozycję. Pisząc ten długi, bo aż 12-zwrotkowy tekst, Dylan poszedł w ślady swojego mentora – Woddy'ego Guthrie, który podobnie romantycznie potraktował bohatera swojej ballady "Pretty Boy Floyd".
Po raz pierwszy Dylan wykonał utwór publicznie w czasie tournée z grupą Grateful Dead w 1987 r. Od czasu do czasu jest wykonywany na koncertach, chociaż niektórzy fani Dylana nie popierają tego.
W ankiecie pisma Mojo w 2009 r. na najpopularniejszy utwór Boba Dylana "Joey" zajął miejsce 74.

## Muzycy
Sesja 4
- Bob Dylan – gitara, wokal
- Scarlet Rivera – skrzypce
- Sheena Seidenberg – tamburyn, kongi
- Rob Rothstein – gitara basowa
- Howie Wyeth – perkusja

Sesja 6
- Vincent Bell – gitara, mandolina
- Dom Cortese – akordeon

## Dyskografia
Albumy
- Desire) (1976)
- Dylan & the Dead (1987) (Bob Dylan & the Grateful Dead)

## Wykonania piosenki przez innych artystów
- Johnny Thunder – So Alone (1983)
- The Cripplers – One More for the Bad Guys (2001)